# Audi BKK
Die Audi BKK ist eine Betriebskrankenkasse mit Sitz in Ingolstadt. Sie ist seit dem 1. April 2010 für ganz Deutschland geöffnet.

## Struktur
Die Audi BKK mit rund 900 Mitarbeitenden und etwa 800.000 Versicherten (Stand beides: April 2025) verfügt über 28 Geschäftsstellen an allen Produktionsstandorten der Marken Volkswagen, Audi und MAN Truck & Bus sowie in Neuburg an der Donau, Singen (Hohentwiel), Helmstedt, Gifhorn, Neumarkt i.d.OPf., Augsburg, Ebern, Coburg, Nürnberg, München, Neunkirchen (Siegerland) und Eichstätt.
Gerhard Fuchs steht der Audi BKK vor, Dirk Lauenstein ist Mitglied des Vorstands.

## Entwicklung
Im Jahr 2010 fusionierte die Audi Betriebskrankenkasse, heute kurz Audi BKK, mit der BKK FTE. Die Versichertenzahl stieg um rund 100.000 auf 359.000. In der Folge konnte die Audi BKK weiterhin hohe Versichertenzuwächse verzeichnen. Im Jahr 2012 stieg die Zahl der Versicherten durch Fusion mit der BKK MAN und MTU München von bereits 452.000 auf 515.000. 2019 sind mehr als 715.000 Menschen bei der Audi BKK versichert.

## Geschichte
Die Geschichte der heutigen Audi BKK ist eng mit der industriellen Entwicklung der Audi AG verbunden und hat daher ihren Ursprung bereits im Jahre 1894:
| Jahr            | Ereignis |
| --------------- | --- |
| 1894 bis 1914   | Gründung der Fabrik-Krankenkasse der Neckarsulmer Strickmaschinenfabrik, später Umbenennung in Betriebskrankenkasse NSU Motorenwerke AG |
| 1972            | Umbenennung in Audi NSU |
| 1978            | Umbenennung in Betriebskrankenkasse Audi NSU Auto Union AG Werk Neckarsulm                                                              |
| 1990            | Umbenennung in Audi Betriebskrankenkasse Neckarsulm; Gründung einer zweiten Audi Betriebskrankenkasse in Ingolstadt                     |
| 2000            | Fusion der beiden Audi Betriebskrankenkassen zur einheitlichen Audi Betriebskrankenkasse, Ingolstadt                                    |
| 2003            | Aufnahme der BKK Hosokawa-Alpine, Augsburg                                                                                              |
| 2004            | Aufnahme der BKK Eberle, Augsburg |
| 1. Januar 2006  | Aufnahme der BKK der Alcan Singen GmbH, Singen                                                                                          |
| 1. April 2010   | Aufnahme der BKK FTE, Wolfsburg |
| 19. Januar 2011 | Rückwirkend zum 1. April 2010 wird der Name verkürzt auf nur: Audi BKK                                                                  |
| 1. Januar 2012  | Aufnahme der BKK MAN und MTU München |
| 2019            | Jubiläum 125 Jahre Audi BKK |
| 1. Januar 2023  | Aufnahme der betriebsbezogenen BKK Stadt Augsburg, Augsburg                                                                             |